# ترمونترزیل
ترمونترزَیل (به هلندی: Termunterzijl) یک منطقهٔ مسکونی در هلند است که در دلف‌زیل واقع شده‌است. ترمونترزیل ۰٫۳ کیلومتر مربع مساحت و ۲۷۰ نفر جمعیت دارد.